# David Nillo
David Nillo (* 13. Juli 1919 in Goldsboro, North Carolina; † 28. September 2005 in Los Angeles, Kalifornien) war ein US-amerikanischer Tänzer, Choreograf und Arrangeur, insbesondere am New Yorker Broadway.

## Leben
Nillo studierte in Chicago bei Bently Stone, einem Ballettlehrer und Choreografen, und bei dem Deutschen Kurt Graff. Seine ersten Engagements führten ihn 1939 zum Page-Stone-Ballet, das von Ruth Page und Bentley Stone geführt wurde, sowie an das Graff Ballet und zum Federal Theater Dance Project. Ende 1939 zog Nillo nach New York und studierte bei Anton Dolin, Antony Tudor and Edward Caton und modernen Tanz bei Hanya Holm.
1940 startete er seine Aktivitäten beim Ballet Theater, das später allgemein bekannt wurde als American Ballet Theatre und wurde Gründungsmitglied desselben. Nach seiner aktiven Karriere als Tänzer in diversen Musicals war er als Choreograf und Arrangeur vieler Inszenierungen sowie als Lehrer unterwegs.
Nillo starb 89-jährig in seinem Haus in Hollywood. 

## Musicals (Auswahl)
- 1941 The Ballette Theatre
- 1946 Call Me Mister
- 1950 Great to Be Alive !
- 1950 Out of This World
- 1953 Maggie
- 1956 My Fair Lady
- 1958 Goldilocks
- 1963 Doubla Dublin
- 1973 The Desert Song